# Phyllostachys
Phyllostachys  Siebold & Zucc., 1843 è un genere di piante della famiglia  delle Poaceae (sottofamiglia Bambusoideae).

## Distribuzione e habitat
La maggior parte delle specie sono state scoperte nella Cina centrale e meridionale, con alcune originarie dell'Indocina; inoltre diverse specie di Phyllostachys sono state importate nel corso dei secoli in parte dell'Asia, oltre che in Australia, America ed Europa meridionale.

## Tassonomia
Il genere comprende le seguenti specie:
- Phyllostachys acuta C.D.Chu & C.S.Chao
- Phyllostachys angusta McClure
- Phyllostachys arcana McClure
- Phyllostachys atrovaginata C.S.Chao & H.Y.Chou
- Phyllostachys aurea Rivière & C.Rivière
- Phyllostachys aureosulcata McClure
- Phyllostachys bambusoides Siebold & Zucc.
- Phyllostachys bissetii McClure
- Phyllostachys carnea G.H.Ye & Z.P.Wang
- Phyllostachys circumpilis C.Y.Yao & S.Y.Chen
- Phyllostachys dulcis McClure
- Phyllostachys edulis (Carrière) J.Houz.
- Phyllostachys elegans McClure
- Phyllostachys fimbriligula T.H.Wen
- Phyllostachys flexuosa Rivière & C.Rivière
- Phyllostachys glabrata S.Y.Chen & C.Y.Yao
- Phyllostachys glauca McClure
- Phyllostachys guizhouensis C.S.Chao & J.Q.Zhang
- Phyllostachys heteroclada Oliv.
- Phyllostachys incarnata T.H.Wen
- Phyllostachys iridescens C.Y.Yao & S.Y.Chen
- Phyllostachys kwangsiensis W.Y.Hsiung, Q.H.Dai & J.K.Liu
- Phyllostachys lofushanensis Z.P.Wang, C.H.Hu & G.H.Ye
- Phyllostachys makinoi Hayata
- Phyllostachys mannii Gamble
- Phyllostachys meyeri McClure
- Phyllostachys nidularia Munro
- Phyllostachys nigella T.H.Wen
- Phyllostachys nigra (Lodd. ex Lindl.) Munro
- Phyllostachys nuda McClure
- Phyllostachys parvifolia C.D.Chu & H.Y.Chou
- Phyllostachys platyglossa C.P.Wang & Z.H.Yu
- Phyllostachys prominens W.Y.Hsiung
- Phyllostachys propinqua McClure
- Phyllostachys rivalis H.R.Zhao & A.T.Liu
- Phyllostachys robustiramea S.Y.Chen & C.Y.Yao
- Phyllostachys rubicunda T.H.Wen
- Phyllostachys rubromarginata McClure
- Phyllostachys rutila T.H.Wen
- Phyllostachys shuchengensis S.C.Li & S.H.Wu
- Phyllostachys stimulosa H.R.Zhao & A.T.Liu
- Phyllostachys sulphurea (Carrière) Rivière & C.Rivière
- Phyllostachys tianmuensis Z.P.Wang & N.X.Ma
- Phyllostachys varioauriculata S.C.Li & S.H.Wu
- Phyllostachys veitchiana Rendle
- Phyllostachys verrucosa G.H.Ye & Z.P.Wang
- Phyllostachys violascens Rivière & C.Rivière
- Phyllostachys virella T.H.Wen
- Phyllostachys viridiglaucescens (Carrière) Rivière & C.Rivière
- Phyllostachys vivax McClure
- Phyllostachys yunhoensis S.Y.Chen & C.Y.Yao

## Usi
Phyllostachys edulis è coltivata da secoli in Cina per i germogli commestibili e per i più svariati utilizzi industriali, quale materiale da costruzione, per i filati, per i mobili e per la cellulosa.